# Klappe (Sex)

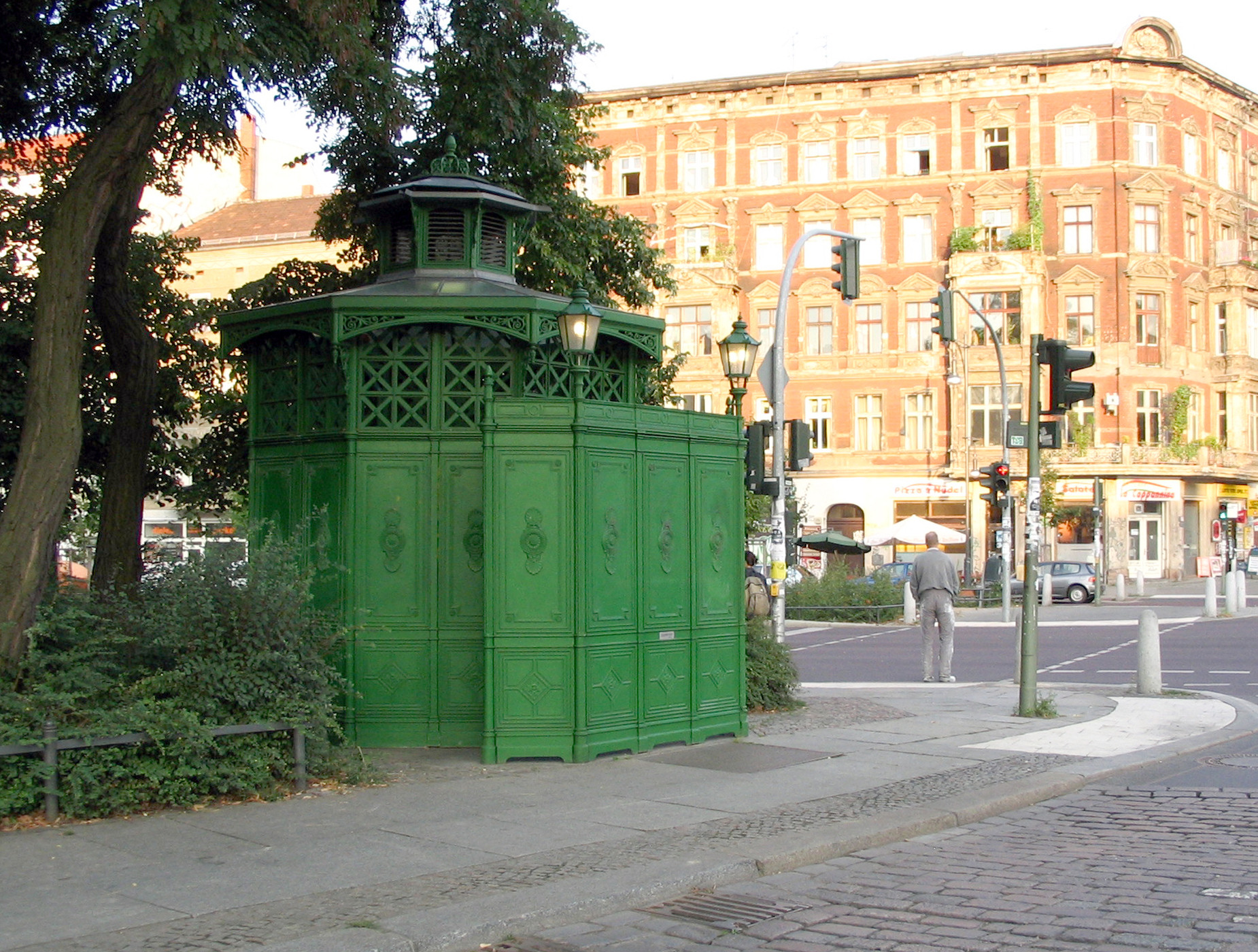
„Café Achteck“ Senefelderplatz, Berlin

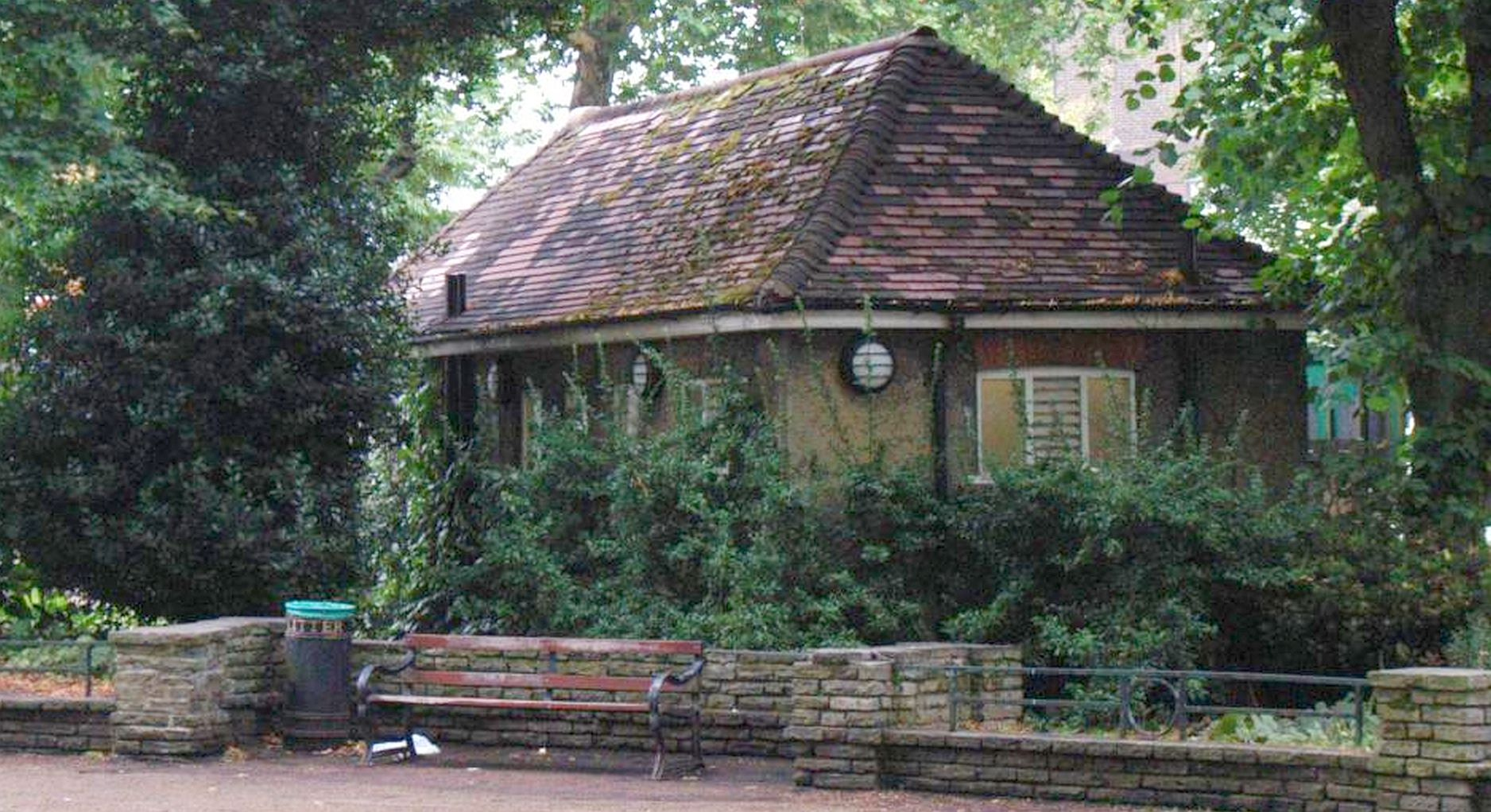
Pond Square, London. Auf Englisch wird auf die Klappe gehen „Cottaging“ genannt

Klappe (österreichisch Loge) ist ein umgangssprachlicher, in der schwulen Szene gebräuchlicher Begriff für eine öffentliche Toilette, die von Männern, die Sex mit Männern haben wollen, aufgesucht wird.
Klappen gehören in der männlichen homosexuellen Szene zu einer Reihe von verschiedenen gebräuchlichen Orten für schnellen und mehr oder weniger anonymen Sex (Cruising). Welche öffentlichen Toiletten als Klappe anzusehen sind und welche nicht, wird nicht offiziell festgelegt, sondern hängt vom tatsächlichen Gebrauch ab.
Als Klappe bekannte Toiletten können in Reiseführern für Schwule und ähnlichen Publikationen aufgeführt werden. Klappen sehen grundsätzlich nicht anders aus als andere Toiletten; es können allerdings Spuren des speziellen Gebrauchs, wie einschlägige Graffiti oder ein „Glory Hole“ genanntes Loch zwischen Kabinen, zu finden sein. Häufig finden sich auch Texte an den Wänden, die an Kontaktanzeigen erinnern.

## Geschichte
Mit den Vorboten der Industrialisierung und der Urbanisierung der Städte im England am Ende des 17. Jahrhunderts und im beginnenden 18. Jahrhundert drang eine signifikante Anzahl alleinstehender Männer der Arbeiterklasse nach London, eine der größten Städte dieser Zeit. Gleichzeitig kamen Zeitungen auf und eine bessere Überwachung. Dies führte zur Entdeckung einer mann-männlichen Subkultur. Systematische Bestrebungen, diese neue Subkultur zu unterbinden, können bis 1699 zurückverfolgt werden, als die Polizei Razzien in Parks in Windsor und London durchführte. Am Moorfields, einem offenen Platz in London, gab es in den 1720er Jahren einen Weg, der lokal als the Sodomites’ Walk bekannt war. Als Cruisingtechnik standen dort Männer und gaben vor, Wasser zu lassen. Das bog-house im Savoy hatte schon im Jahre 1700 ein rund ausgeschnittenes Loch in der Trennwand zwischen den Kabinen, das erste bekannte Glory Hole. In den 1720er Jahren waren die bog-houses in New Square und im Lincoln’s Inn – nahe der Gerichte und in den 1680er Jahren als erstes Urinal Londons erbaut – als molly market bekannt.
In Amsterdam waren im 18. Jahrhundert einige öffentliche Toiletten unter den unzähligen Brücken von Amsterdam als Treffpunkte bekannt, von denen die beliebtesten auch spezielle Namen wie Die alte Dame oder Die lange Dame erhielten. Ab 1725 nahmen die Behörden eine eigenständige Rolle in der Verfolgung und der Untersuchung von Verbrechen ein, der Außendienst begann, Informationen zu sammeln, die Subkultur kam ans Licht und dies führte zu Massenprozessen. In den 1760er Jahren wurden viele „Sodomiten“ verhaftet. Ein Toilettenhäuschen mit Aufseherin nahe den Champs Élysées, „wo die Männer kauern wie die Sphinxen“, gehört zu den zahlreichen Leitmotiven in Marcel Prousts Romanfolge Auf der Suche nach der verlorenen Zeit.

## Abnahme der Bedeutung der Klappen in der Schwulenkultur
Seit einiger Zeit nimmt die Bedeutung der Klappen für Schwule kontinuierlich ab. Dafür gibt es zwei Gründe: Zum einen nehmen neue Möglichkeiten der sexuellen Kontaktaufnahme – besonders Kontaktportale im Internet, wie beispielsweise Romeo oder GayRoyal – eine immer größere Rolle ein. Aber auch die massenhafte Schließung oder Kommerzialisierung öffentlicher Toiletten hat das Angebot an wenig genutzten Rückzugsorten reduziert. Mitte der 1990er Jahre setzte sich u. a. die „Polit-Tunte“ Ovo Maltine für den Erhalt der (Berliner) Klappen als wichtige Orte der schwulen Subkultur ein, allerdings wenig erfolgreich. Demgegenüber sind Klappen weiterhin für diejenigen versteckt lebenden, ungeouteten Männer attraktiv, die nicht in die Kneipen, Saunen und zu den Partys der schwulen Community gehen wollen.
Weiterhin ist seit einigen Jahren in Deutschland für Besitzer von Bars oder ähnlichen Einrichtungen das Unterhalten von „beruhigten Gasträumen“ oder auch Darkrooms legal. Diese Möglichkeit wurde schnell als Zusatzangebot aufgenommen und von vielen an Stelle der meistens öffentlichen Klappen bevorzugt, da sie eine gewisse Sicherheit vor sexuellen Übergriffen, Polizeikontrollen etc. bieten, überdies beheizt sind und ein größeres Platzangebot aufweisen. Andererseits sind dort Taschendiebe aufgrund der Lichtverhältnisse eher anzutreffen und für manche fehlt ein gewisser „Reiz des Verbotenen“, der durch die „Zweckentfremdung“ einer Räumlichkeit als Klappe entsteht.
Die größte Bedeutung hatten die Klappen in Deutschland wohl zur Zeit des Nationalsozialismus und (in der Bundesrepublik) in der Ära Adenauer, also in Zeiten, in denen homosexuelle Männer verfolgt wurden und männliche Homosexualität unter relativ strenger Strafe stand. Nahezu jeglicher anderer Kontaktmöglichkeiten beraubt, boten Klappen den Schwulen eine Möglichkeit, sich zu treffen, zu erkennen und sexuelle Bedürfnisse auszuleben. Aber auch 1969, nach Legalisierung sexueller Handlungen unter volljährigen Männern in der Bundesrepublik, und bis in die Neunziger Jahre hinein, wurden Klappen von Männern, die Sex mit Männern suchten, gerne als Treffpunkte genutzt. Der schwule Regisseur Frank Ripploh benannte sogar seinen Erfolgsfilm „Taxi zum Klo“ nach einer „Taxi-Odyssee“ von einer Berliner Klappe zur nächsten. 1980 deckte Corny Littmann mittels Hammer bei der Klappe am Spielbudenplatz auf, dass in Hamburg öffentliche Toiletten durch Spiegel überwacht wurden. 

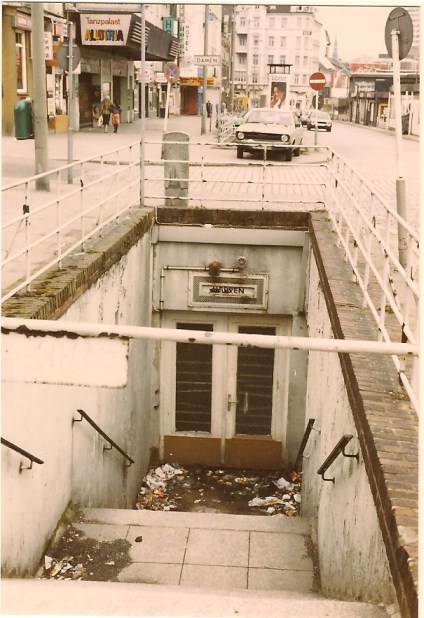
Klappe Spielbudenplatz (bereits geschlossen) im Frühjahr 1986 – hier zerschlug Corny Littmann 1980 einen Überwachungs-Spiegel

## Strafrechtliche Aspekte
Allzu öffentliche sexuelle Handlungen, die unfreiwillig beobachtet werden, stellen einen Straftatbestand der Erregung öffentlichen Ärgernisses dar. Das Zurschaustellen der Genitalien vor anderen (vermeintlich Kontakt suchenden) Besuchern der Klappe kann dem Straftatbestand der exhibitionistischen Handlung entsprechen. Häufig ist die strafrechtliche Relevanz nur dann gegeben, wenn Menschen belästigt werden und deswegen die Polizei aufsuchen.
In Deutschland sind öffentliche Bedürfnisanstalten der Verrichtung der Notdurft gewidmet. Die Benutzung öffentlicher Toilettenanlagen als Klappen stellt eine Zweckentfremdung dar. Nach der herrschenden Meinung in Deutschland ist der Vollzug geschlechtlicher Handlungen wider die Bestimmungen des Hausherrn ein Hausfriedensbruch. Weil dies jedoch ein Antragsdelikt ist, hängt die Verfolgung dieser Straftat von der Politik der jeweiligen Gemeinde oder eines sonstigen Hausrechtsinhabers ab.
Eine Anwendung des § 123 StGB ist jedoch schwierig, denn dieser Paragraph fordert ein „befriedetes Besitztum“. Keine befriedeten Besitztümer sind unterirdische Passagen, die ausschließlich dem Fußgängerverkehr als Zugang zu U- und S-Bahnanlagen und zu Geschäftslokalen dienen.
Zweckänderung des Aufenthalts, Aufforderung zum Verlassen kann nicht konkludent erteilt werden. Hier im Bezug auf Begehung eines Sexualdelikts im gemieteten Zimmer. Daher dürfte die Verteidigung gegen den Vorwurf des Hausfriedensbruchs aus § 123 StGB durchaus erfolgreich sein, besonders wenn keinerlei Einlassungen zu den angeblichen Handlungen gemacht wurden.
In vielen Ländern, wie z. B. in den Vereinigten Staaten oder in Ägypten, aber auch in einigen deutschen Großstädten wie München, kann es vorkommen, dass Polizeibeamte (mitunter unter Einsatz von Lockvogel-Taktiken) aktiv versuchen, sexuelle Handlungen aufzudecken. So wurden Klappen einer breiteren Öffentlichkeit 1998 durch die Verhaftung von George Michael auf einer Klappe in Los Angeles bekannt. Auch Larry Craig hat nach seiner Verhaftung den Einsatz von Lockvogel-Taktiken kritisiert – jedoch erst nachdem sein Fall trotz Schuldgeständnisses an die Öffentlichkeit gelangte.

## Medien

### Film
- Rosa von Praunheim: Nicht der Homosexuelle ist pervers, sondern die Situation, in der er lebt, BRD 1971
- Frank Ripploh: Taxi zum Klo, BRD 1980

### Radio
- Michael Hollenbach: Café Achteck. Die Geschichte öffentlicher Bedürfnisanstalten in deutschen Städten. Dokumentation des Deutschlandradio Berlin, 13. August 2004
- Hermes Phettberg am Schwenderklo Wien. in: Diagonal – Radio für Zeitgenossen, Radio Ö1, 16. September 1995